# Диссли, Уилл
Уилл Диссли (англ. Will Dissly; 8 июля 1996, Бозмен, Монтана) — профессиональный американский футболист, тайт-энд клуба НФЛ «Сиэтл Сихокс». На студенческом уровне выступал за команду Вашингтонского университета. На драфте НФЛ 2018 года был выбран в четвёртом раунде.

## Биография
Уилл Диссли родился 8 июля 1996 года в Бозмене в штате Монтана. Там же он окончил старшую школу. В составе её футбольной команды Диссли играл на позициях тайт-энда и ди-энда, становился победителем чемпионата штата, признавался игроком года в Монтане. В выпускной год в играх турнира он набрал на приёме 917 ярдов с 11 тачдаунами, сделал 9,5 сэков. Также Диссли занимался лёгкой атлетикой, участвовал в чемпионате штата по метанию диска и толканию ядра. На момент выпуска он занимал первое место в рейтинге молодых игроков Монтаны по версии ESPN.

### Любительская карьера
После окончания школы он намеревался поступить в Университет штата Айдахо в Бойсе. В январе 2014 года тренер его команды Крис Питерсен перешёл на работу в Вашингтонский университет, и Диссли последовал за ним. Осенью 2014 года он дебютировал в NCAA, сыграв в шести матчах команды на позиции ди-энда и отметившись несколькими важными захватами. В сезоне 2015 года он сыграл в тринадцати матчах, один из них начал в стартовом составе. В игре с принципиальными соперниками из «Вашингтон Стейт» Диссли сделал сэк и форсировал фамбл.
Перед началом сезона 2016 года тренерский штаб команды перевёл Диссли в нападение на место тайт-энда. Он стал играть чаще, пять из четырнадцати матчей турнира начал в основном составе. В игре против «Портленд Стейт» он сделал первый в карьере приём, закончившийся 27-ярдовым тачдауном. В 2017 году Диссли принял участие в тринадцати играх, лучшим для него стал матч против Монтаны, в котором он сделал два тачдауна. По итогам сезона он стал одним из лауреатов командной награды лучшим игрокам года.

#### Статистика выступлений в NCAA
| Сезон | Команда          | Игры | Приём | Приём | Приём | Приём | Вынос | Вынос | Вынос | Вынос |
| Сезон | Команда          | Игры | Rec   | Yds   | Y/A   | TD    | Att   | Yds   | Y/A   | TD    |
| ----- | ---------------- | ---- | ----- | ----- | ----- | ----- | ----- | ----- | ----- | ----- |
| 2014  | Вашингтон Хаскис | 6    | 0     | 0     | 0,0   | 0     | 0     | 0     | 0,0   | 0     |
| 2015  | Вашингтон Хаскис | 13   | 0     | 0     | 0,0   | 0     | 0     | 0     | 0,0   | 0     |
| 2016  | Вашингтон Хаскис | 14   | 4     | 47    | 11,8  | 1     | 0     | 0     | 0,0   | 0     |
| 2017  | Вашингтон Хаскис | 13   | 21    | 289   | 13,8  | 2     | 0     | 0     | 0,0   | 0     |
| Всего | Всего            | 46   | 25    | 336   | 13,4  | 3     | 0     | 0     | 0,0   | 0     |

### Профессиональная карьера
Перед драфтом НФЛ 2018 года аналитик сайта Bleacher Report Мэтт Миллер характеризовал Диссли как разностороннего атлета с хорошими волевыми качествами. Среди его сильных сторон он называл его опыт игры в защите, позволяющий лучше понимать ситуацию на линии скриммиджа, умение играть на блоках, хорошие антропометрические данные, дающие возможность играть в силовой манере, неплохую работу рук на приёме. К минусам Миллер относил недостаток технической подготовки, не лучшую работу на маршрутах, невысокую скорость и маневренность, проблемы с ловлей мяча в движении.
Диссли был выбран «Сиэтлом» в четвёртом раунде драфта. В начале мая он подписал с клубом четырёхлетний контракт. По данным сайта Spotrac.com, сумма соглашения составила 3,1 млн долларов. В дебютном сезоне он принял участие в четырёх матчах регулярного чемпионата, после чего выбыл из строя из-за разрыва надколенного сухожилия. В 2019 году Диссли сыграл шесть матчей, набрав 262 ярда на приёме и сделав четыре тачдаунам. В октябре он получил травму ахиллова сухожилия, потребовавшую хирургического вмешательства, и был вынужден второй раз подряд пропустить большую часть чемпионата.
Первый полноценный сезон Диссли удалось провести в 2020 году. Он сыграл во всех шестнадцати матчах регулярного чемпионата, но его роль в нападении была второстепенной. Ведущим принимающим тайт-эндом был ветеран Грег Олсен. В сторону Диссли в среднем делалось 1,8 паса за матч, всего он набрал 251 ярд и сделал два тачдауна.

#### Статистика выступлений в НФЛ

##### Регулярный чемпионат
| Сезон | Команда      | Игры | Приём | Приём | Приём | Приём | Вынос | Вынос | Вынос | Вынос |
| Сезон | Команда      | Игры | Rec   | Yds   | Y/A   | TD    | Att   | Yds   | Y/A   | TD    |
| ----- | ------------ | ---- | ----- | ----- | ----- | ----- | ----- | ----- | ----- | ----- |
| 2018  | Сиэтл Сихокс | 4    | 8     | 156   | 19,5  | 2     | 0     | 0     | 0,0   | 0     |
| 2019  | Сиэтл Сихокс | 6    | 23    | 262   | 11,4  | 4     | 1     | 7     | 7,0   | 0     |
| 2020  | Сиэтл Сихокс | 16   | 24    | 251   | 10,5  | 2     | 0     | 0     | 0,0   | 0     |
| 2021  | Сиэтл Сихокс | 13   | 19    | 220   | 11,6  | 1     | 0     | 0     | 0,0   | 0     |
| Всего | Всего        | 39   | 74    | 889   | 12,0  | 9     | 1     | 7     | 7,0   | 0     |

* На 21 декабря 2021 года

##### Плей-офф
| Сезон | Команда      | Игры | Приём | Приём | Приём | Приём | Вынос | Вынос | Вынос | Вынос |
| Сезон | Команда      | Игры | Rec   | Yds   | Y/A   | TD    | Att   | Yds   | Y/A   | TD    |
| ----- | ------------ | ---- | ----- | ----- | ----- | ----- | ----- | ----- | ----- | ----- |
| 2020  | Сиэтл Сихокс | 1    | 1     | 1     | 1,0   | 0     | 0     | 0     | 0,0   | 0     |
| Всего | Всего        | 1    | 1     | 1     | 1,0   | 0     | 0     | 0     | 0,0   | 0     |